# Pycnonotus
Pycnonotus is een geslacht van zangvogels uit de familie Pycnonotidae (buulbuuls). Het geslacht telt meer dan 30 soorten. 

## Verspreiding en leefgebied
De meeste soorten komen voor in het Oriëntaals gebied, daarnaast zijn er een paar soorten in het Midden-Oosten en Afrika. 

## Taxonomie
Een aantal soorten uit dit geslacht  is afgesplitst omdat ze sterk afwijkend waren, zoals de zwartkopbuulbuul, donsrugbuulbuul en de zwart-witte buulbuul. Die zijn daarom in andere geslachten geplaatst.

## Soorten
Het geslacht kent de volgende soorten:
- Pycnonotus aurigaster  – Roetkopbuulbuul
- Pycnonotus barbatus  – Grauwe buulbuul
  - P. barbatus dodsoni  – Dodsons buulbuul
  - P. barbatus somaliensis  – Somalische buulbuul
  - P. barbatus tricolor  – Driekleurbuulbuul
- Pycnonotus bimaculatus  – Goudteugelbuulbuul
- Pycnonotus blanfordi  – Blanfords buulbuul
- Pycnonotus brunneus  – Roodoogbuulbuul
- Pycnonotus cafer  – Roodbuikbuulbuul
- Pycnonotus capensis  – Kaapse buulbuul
- Pycnonotus cinereifrons  – Grijsborstbuulbuul
- Pycnonotus conradi  – Conrads buulbuul
- Pycnonotus davisoni  – Bleekoogbuulbuul
- Pycnonotus finlaysoni  – Vlekkeelbuulbuul
- Pycnonotus flavescens  – Geelwangbuulbuul
- Pycnonotus goiavier  – Wenkbrauwbuulbuul
- Pycnonotus jocosus  – Roodoorbuulbuul
- Pycnonotus leucogenys  – Witwangbuulbuul
- Pycnonotus leucops  – Bleekgezichtbuulbuul
- Pycnonotus leucotis  – Witoorbuulbuul
- Pycnonotus luteolus  – Witbrauwbuulbuul
- Pycnonotus nigricans  – Maskerbuulbuul
- Pycnonotus penicillatus  – Geelpluimbuulbuul
- Pycnonotus plumosus  – Maleise buulbuul
- Pycnonotus pseudosimplex  – Crèmeoogbuulbuul
- Pycnonotus simplex  – Witoogbuulbuul
- Pycnonotus sinensis  – Chinese buulbuul
- Pycnonotus snouckaerti  – Atjehbuulbuul
- Pycnonotus taivanus  – Taiwanbuulbuul
- Pycnonotus tympanistrigus  – Barusanbuulbuul
- Pycnonotus xantholaemus  – Geelkopbuulbuul
- Pycnonotus xanthopygos  – Arabische buulbuul
- Pycnonotus xanthorrhous  – Bruinborstbuulbuul
- Pycnonotus zeylanicus  – Geelkruinbuulbuul